# Loadstar Records
Loadstar Records er et pladeselskab med base i Danmark. Det udgiver albums med Flipside, Silverbeam og Tennis. Det er helt uafhængig af de store labels.